# Jsi můj život
Jsi můj život (ve španělském originále Sos mi vida) je argentinský televizní seriál, komediální telenovela. Premiérově byl vysílán v letech 2006–2007 na stanici Canal 13, natočeno bylo 231 dílů. Ústřední dvojici ztvárnili Natalia Oreiro a Facundo Arana, pro něž to byla po Divokém andělovi (1998–1999) druhá společná práce. Seriál byl natáčen v Buenos Aires a okolí, některé díly ale byly filmovány také v Německu.

## Příběh
Boxerka Esperanza Muñozová, zvaná Monita (ze španělského „mona“ = opice), je ve svém sportu úspěšná zápasnice, která touží získat titul argentinské šampionky a následně boxovat ve velkém zápasu v Las Vegas o titul mistryně světa. Trénuje ji její přítel Enrique, přezdívaný Quique, s nímž a jeho matkou žije v nájemním domě typu conventillo v La Boce, chudé čtvrti Buenos Aires. S Quiquem, jenž se také věnuje zápasu ve volném stylu, se zná od dětství, jeho máma navíc Monitu prakticky vychovala. Dívka totiž svého otce nikdy nepoznala a její matka ji opustila, když jí bylo osm let. Jako boxerka patří mezi nejlepší v Argentině, ovšem nyní má zraněnou ruku a od sportu si musí nedobrovolně odpočinout. Kimberly, jedna z jejích kamarádek z „baráku“, jí dá tip na práci v investiční firmě Quesada Group (v originále Grupo Quesada), kde je sama zaměstnaná jako uklízečka. Monita se stane osobní asistentkou prezidenta firmy, bývalého šampiona formule 1 Martína Quesady a již na úplném začátku mezi nimi přeskočí jiskra. Šéf podniku je ovšem zasnoubený, navíc se chystá adoptovat tři sourozence z útulku, kterému jako dobrodinec pomáhá. Ve firmě získá Monita nové přátele, s nimiž může kdykoliv počítat, ale i podlé protivníky, kteří plánují převzít společnost.

## Obsazení

### Ústřední dvojice
- Natalia Oreiro (český dabing: Ivana Andrlová) jako Esperanza „Monita“ Muñozová
- Facundo Arana (český dabing: Martin Sláma) jako Martín Quesada

### Hlavní role
- Carlos Belloso (český dabing: Ladislav Běhůnek) jako Enrique „Quique“ Ferreti, Monitin přítel, trenér a manažer, zápasník Generál Blesk (v originále Comandante Rayo)
- Claudia Fontán (český dabing: Sylva Talpová) jako Mercedes, sekretářka v Quesada Group
- Alejandro Awada (český dabing: Bedřich Výtisk) jako Alfredo Uribes (v originále Uribe), hlavní manažer Quesada Group, Martínova pravá ruka
- Marcelo Mazzarello (český dabing: Petr Jančařík) jako Miguel Quesada, Martínův bratranec, viceprezident firmy
- Fabiana García Lago (český dabing: Leona Ondráčková) jako Kimberly, paraguayská uklízečka ve firmě, kamarádka Monity z „baráku“
- Mónica Ayos (český dabing: Tereza Groszmannová) jako Nilda „Turca“ Yadhurová, neúspěšná herečka, komparzistka, kamarádka Monity z „baráku“
- Adela Gleijer (český dabing: Eva Jelínková) jako Rosa, hospodyně v domě Martína Quesady
- Dalma Milebo (český dabing: Lenka Filipová-Kudelová) jako María de las Nieves Ferretiová, matka Quiqueho
- Mike Amigorena (český dabing: Petr Štěpán) jako Rolando Martínez, automobilový závodník, Martínův rival
- Elías Viñoles (český dabing: Pavel Vacek) jako José Fernández, nejstarší ze sourozenců, které chce Martín adoptovat
- Griselda Siciliani (český dabing: Kateřina Horáčková) jako Débora „Debi“ Quesadová, Martínova sestřenice a Miguelova sestra
- Nicolás D'Agostino (český dabing: Petr Dočkal) jako Tony, syn Rosy, kamarád Josého
- Thelma Fardin (český dabing: Barbora Jelenová) jako Laura Fernándezová, sestra Josého, prostřední ze sourozenců, které chce Martín adoptovat
- Carla Peterson (český dabing: Zora Böserlová) jako Constanza Insúová, Martínova snoubenka

## Produkce
O druhé telenovele, v níž by byli ústřední dvojicí Natalia Oreiro a Facundo Arana, populární pár z Divokého anděla, se objevily zprávy v polovině roku 2005. Oba herci se stali během Divokého anděla přáteli a byli si vědomi vzájemné chemie mezi sebou na obrazovce, společná pracovní příležitost však nastala až po osmi letech od této telenovely. Autorem námětu pro nový seriál, jenž měl pojednávat o dvou policistech, kteří se do sebe zamilují, byl programový ředitel stanice Canal 13 Adrián Suar, Oreiro však návrh odmítla. V dalších měsících ale Suár dosáhl s oběma dohody díky jinému příběhu. Samotnou Oreiro přemlouval asi půl roku, herečku mu nakonec pomohl přesvědčit sám Arana. Nový komediální seriál se měl věnovat bohatému podnikateli (Arana), který se zamiluje do chudé dívky (Oreiro), jež působí v boxu. V září 2005 ohlásil Arana svůj konec v divadelní inscenaci Visitando al señor Green, v níž právě vystupoval, a začal se pod dohledem profesionálního automobilového pilota Alberta Di Giorgii učit řídit auto na závodním okruhu. Oreiro, která kvůli seriálu odložila tři zasmluvněné filmy, v nichž měla hrát, a přerušila i přípravu svého čtvrtého hudebního alba, se na roli začala připravovat boxerskými tréninky, které vedla boxerka Marcela Acuña. Zároveň kvůli fyzické náročnosti přípravy dočasně přerušila svoji vegetariánskou dietu.
Produkci zajišťovala pro Canal 13 společnost Pol-ka Producciones, kterou v 90. letech 20. století založil Adrián Suar. Natáčení seriálu Jsi můj život bylo zahájeno začátkem prosince 2005. Seriál byl filmován v ateliérem Pol-ky v buenosaireské čtvrti Chacarita, využívány byly i lokace v okolí. V polovině května 2006 natáčela ústřední dvojice protagonistů let letadlem Piper PA-38 Tomahawk, který pilotoval sám Arana a vedle nějž seděla v kokpitu i Oreiro. Filmování scény, ukončené nouzovým přistáním, zabralo deset hodin ve vzduchu, produkční tým čítal 50 lidí a bylo potřeba čtyř profesionálních pilotů, pěti odborníků na speciální efekty, jednoho vrtulníku se statickou kamerou a dvou dalších letadel, které natáčely doplňkové záběry. V polovině června odletěli Oreiro a Arana s částí štábu do Německa, kde pořídili záběry v Bingenu a především v Gelsenkirchenu. Tam dvojice protagonistů navštívila zápas Argentina – Srbsko a Černá Hora hraný v rámci Mistrovství světa ve fotbale 2006. Natočený materiál byl zařazen jako součást dílů, odvysílaných jen o několik dní později. Koncem července toho roku produkce také využila argentinské zimní středisko Las Leñas v Andách. Natáčení seriálu bylo ukončeno o Vánocích 2006.
V seriálu se objevilo také několik známých osobností, které ztvárnily samy sebe. V cameo rolích se tak představili zpěváci Julieta Venegas, Ricky Martin a Chayanne, samu sebe si zahrála i boxerka Marcela Acuña (zvaná Tygřice, La Tigresa), jinak boxerská trenérka Natalie Oreiro pro tento pořad. „Tygřice“ v závěrečných dílech absolvovala s Monitou důležitý zápas.
Jako titulní znělka posloužila píseň „Corazón valiente“ od argentinské zpěvačky Gildy, kterou Natalia Oreiro, jež se věnuje i hudební kariéře, sama producentům navrhla a nazpívala její cover verzi. Brala ji jako poctu k 10. výročí smrti zpěvačky, která v roce 1996 zemřela při autonehodě. V seriálu byly použity i písně dalších interpretů, například písně „Tu nombre“ od Cotiho a Juliety Venegas či „Ni una palabra“ od Pauliny Rubio. Pro hlavní milostný motiv protagonistů byla použita píseň „Ojos de cielo“ od španělské skupiny El Sueño de Morfeo.

### České znění
České znění vyrobila v roce 2007 Brněnská soukromá televize pro společnost FTV Prima pod režijním vedením Luboše Ondráčka a Jiřího Kubíka. Překlad byl dílem větší skupiny překladatelů. Natalii Oreiro potřetí, po Divokém andělovi a Kachoře, nadabovala Ivana Andrlová.

## Vysílání
Původně plánovaná premiéra úvodního dílu měla proběhnout 9. ledna 2006, po Novém roce však posunuta o týden. První díl tak byl na obrazovkách stanice Canal 13 uveden 16. ledna 2006, seriál byl poté vysílán ve všední dny po 21. hodině. Závěrečná, téměř hodinová epizoda byla krátce před svým uvedením z rozhodnutí televize rozdělena na dva kratší díly, z nichž ten druhý odvysílán 9. ledna 2007. S touto úpravou tak celkem vzniklo 231 dílů, v mezinárodním vysílání je však finále seriálu vysíláno ve spojené podobě, tedy s 230 díly.
V Česku byl seriál premiérově vysílán na TV Prima od 9. března 2007 do 8. února 2008. Uváděn byl v pracovní dny v ranním a dopoledním čase, před 9. nebo 10. hodinou. Jednalo se o vůbec poslední latinskoamerickou telenovelu, která na Primě byla uvedena; vysílání tohoto žánru bylo na kanálech skupiny Prima obnoveno až po několikaleté přestávce na stanici Prima Love. České vysílání v neatraktivním ranním čase patrně souviselo s opatrností programových pracovníků, kteří tak reagovali na nízkou sledovanost předchozích telenovel na Primě. Nepomohla ani skutečnost, že seriál Jsi můj život byl ve světě populární a že se v něm jako protagonisti objevují Natalia Oreiro a Facundo Arana z Divokého anděla, druhé nejsledovanější telenovely v Česku.

## Přijetí
Seriál Jsi můj život se v Argentině stal divácky velmi úspěšným, už úvodní díl byl nejsledovanějším pořadem dne, neboť překonal i reprízu populárního sitcomu Casados con hijos, místní adaptace amerického seriálu Ženatý se závazky. Po jednom měsíci vysílání měl průměrnou sledovanost asi 2,5 milionu diváků, a také v dalších týdnech obvykle býval na první příčce žebříčků sledovanosti, takže se Jsi můj život stal celkově nejsledovanějším seriálem v Argentině roku 2006. Průměrná sledovanost jednoho dílu byla kolem tří milionů diváků. Seriál byl nominován na pět cen Clarín 2006, z nich tři proměnil ve vítězství. V roce 2006 získal pořad z jedenácti nominací v sedmi kategoriích celkem čtyři ceny Martína Fierra (pro nejlepší komediální seriál, nejlepšího herce v hlavní roli komediálního seriálu (Arana), nejlepší herečku v hlavní roli komediálního seriálu (Oreiro) a nejlepšího herce ve vedlejší roli komediálního seriálu (Belloso)) a za rok 2007 byl nominován ve třech kategoriích na další čtyři ceny Martína Fierra.
Kritika hodnotila seriál dobře, povšimla si také podobnosti s Divokým andělem, kdy byl v obou případech vztah hlavních hrdinů vystavěn obdobným způsobem. On (Arana) je bohatý a úspěšný, ona (Oreiro) chudá, impulzivní a dobromyslná. Rozdíl však panuje v žánru; zatímco Divoký anděl je melodramatická telenovela, Jsi můj život je komediální seriál, který se netočí zcela pouze kolem romance dvou protagonistů. Téma nepravděpodobné lásky je zde vyváženo množstvím absurdity, situačního humoru, kýčovitými předěly a karikaturami postav. Dle deníku Clarín se vedle ústřední dvojice vyvinula díky scenáristům řada dalších romantických vztahů jiných postav, které měly na centrálním příběhu relativní autonomii, přičemž každý z nich disponoval specifickým přístupem. Chváleny byly, kromě protagonistů, také výkony jiných herců, například Carly Peterson, Fabiany Garcíi Lago či Marcela Mazzarella. I když se nejednalo o klasickou telenovelu, některé epizody mohou být podle deníku La Nación srovnávány s díly uznávaných autorů telenovelového žánru, jako jsou Abel Santa Cruz, Alberto Migré či Delia Fiallo. V březnu 2007 byl seriál prodán již do 52 zemí Ameriky, Evropy i Asie. Populárním se seriál stal například v Polsku.
Díky úspěchu seriálu Jsi můj život vznikly, jak je v žánru telenovel zvykem, také jeho remaky. Jako první byla natočena mexická adaptace Un gancho al corazón (2007–2008). V letech 2007 a 2008 vznikla také portugalská verze Deixa-me Amar, kterou v letech 2010–2011 následovala další evropská varianta: polský seriál Prosto w serce.